# Rogelio González Pizaña
Rogelio González Pizaña (1 de marzo de 1974-6 de diciembre del 2015), comúnmente conocido por su alias «Z-2» y/o «El Kelín», fue un narcotraficante mexicano, exdirigente de alto rango de Los Zetas, una organización criminal mexicana. A diferencia de todos los fundadores de Los Zetas, él no formó parte de las Fuerzas Armadas de México antes de incorporarse al tráfico de drogas.
Fue detenido por agentes federales en 2004 y sentenciado a 16 años de prisión en enero de 2014, pero fue liberado de prisión en agosto de ese mismo año luego de que su sentencia original fuera cambiada por otra cuyo tiempo de prisión ya había cumplido desde su arresto. Fue asesinado en 2015 junto con su familia por presuntos miembros del Cártel del Golfo.

## Carrera criminal
Rogelio González Pizaña nació en México el 1 de marzo de 1974. A finales de 1990, el líder del cártel del Golfo, Osiel Cárdenas Guillén, por temor a sus rivales, decidió formar un escuadrón armado de élite para proteger su espalda. El grupo, que se hizo conocido como Los Zetas, fue compuesto en su mayoría por exmiembros de las Fuerzas Armadas Mexicanas. Algunos de los miembros, incluyendo a su fundador, Arturo Guzmán Decena (alias "Z1"), desertó del Grupo Aeromóvil de Fuerzas Especiales (GAFE) a trabajar para el narcotraficante. González Pizaña era el segundo al mando de Los Zetas, justo detrás de Guzmán Decena. El tercero al mando fue Heriberto Lazcano Lazcano (alias "Z3"). Los Zetas, bajo el mando de los tres hombres, condujo las operaciones encubiertas en el norte de México para diezmar a los miembros de cárteles de la droga rivales y consolidar el Cártel del Golfo, la organización criminal que se encuentra en el Golfo de México.

## Arresto, sentencia y muerte
Fue arrestado por agentes federales y miembros de la extinta Policía Federal Preventiva (PFP) en Matamoros, Tamaulipas, el 29 de octubre de 2004. Fue condenado a 16 años de prisión el 21 de enero de 2014. y murió el 6 de diciembre del 2015 a los 41 años de edad.